# Thérèse-Adélaïde Manetti
Thérèse-Adélaïde Manetti (San Martino di Campi Bisenzio, 2 mars 1846 - San Martino di Campi Bisenzio, 23 avril 1910) est une religieuse italienne fondatrice des Carmélites de Sainte Thérèse de Florence. Elle est béatifiée le 19 octobre 1986 par le pape Jean-Paul II. Elle est fêtée le 23 avril.

## Biographie

### Enfance
Thérèse Adélaïde Manetti (en italien : Teresa Adelaide Cesira Manetti) naît le 2 mars 1846 à San Martino di Campi Bisenzio, près de Florence (Italie), dans une famille pauvre. Toute petite, elle est surnommée « Bettina ». Très jeune, elle a le goût de la prière, elle se sent aimée du Christ et ressent le vif besoin de répondre à cet amour. Elle séduit son entourage par sa joie, sa beauté et sa personnalité attachante.
Elle a aussi une grande dévotion mariale, et durant son adolescence, elle comprend que la prière a autant de pouvoir que l’action. C'est pourquoi elle participe à l’adoration eucharistique. Elle va même jusqu'à adopter un style de vie cloîtré avec deux de ses amies.

### Le tournant de sa vie
Alors qu'elle n'a pas 20 ans, une rencontre va changer sa vie : une femme agonisante lui confie « je mourrai tranquille sachant que tu seras, pour mes trois petites, leur maman ». Bettina décide donc de réunir autour d'elle quelques jeunes filles de son âge pour accomplir une œuvre d’aide et d’assistance en faveur de l’enfance pauvre et abandonnée. Elle dira « J’avais 19 ans quand je me suis donnée tout entière à Dieu ».

### La fondatrice
En 1873, elle fonde, à Florence, une nouvelle Congrégation de carmélites contemplatives ayant une action de terrain : ce sont les « Sœurs Carmélites de Sainte Thérèse ». Bettina entre au carmel et prend le nom de Thérèse Marie de la Croix (en italien :Teresa Maria della Croce). Très vite, son Institut se répand à l’étranger (Liban, Terre sainte). Aujourd'hui l'ordre est également présent au Brésil, et en République tchèque, il compte 240 religieuses dans 25 maisons.
En 1904, la congrégation est reconnue de droit pontifical par le pape Pie X.
En 1901 elle fonde également à Florence l'institut « d'Adoration Perpétuelle ».

### Sa Personnalité
Sœur Thérèse Marie de la Croix a une caractéristique évidente : la joie. Les gens se pressent dans son petit couvent, et attendent parfois des heures pour lui parler, obtenir des encouragements et ses lumières sur les problèmes qu'ils rencontrent. Jean-Paul II disait que « ses paroles de foi étaient capables de transfigurer la souffrance, et de rendre la paix ».
Thérèse Marie de la Croix est doté également de nombreux charismes.

### Sa mort
À la fin de sa vie, elle souffre des critiques et de la calomnie. En 1908 elle est atteinte d’un cancer qui la fait horriblement souffrir.
Spirituellement, elle traverse une Nuit obscure.
Elle meurt le 23 avril 1910 à San Martino di Campi Bisenzio (Florence). Elle est enterrée au couvent de San Martino.

### Béatification
Le procès en béatification ouvre peu de temps après sa mort. Elle est béatifiée le 19 octobre 1986 à Florence par le pape Jean-Paul II.
Le 7 décembre 1999 « Bettina » est proclamée saint patron de Campi Bisenzio, après qu'une pétition lancée à cet effet ait recueilli des milliers de signatures.
La bienheureuse Thérèse Marie de la Croix est fêtée le 23 avril. Dans l'ordre du Carmel, sa fête est célébrée avec rang de mémoire facultative.

## Citations
« Pour Jésus, tout est peu ». 